# Оссолинский, Ян Збигнев
Ян Збигнев Оссолинский (3 сентября 1555 — 3 октября 1623) — польский государственный и военный деятель, секретарь королевский (1577), подкоморий сандомирский (1593), каштелян малогощский (1603) и жарнувский (1603), воевода подляшский (1605—1613) и сандомирский (1613—1623), староста черский, новы-корчинский и стопницкий.

## Биография
Представитель польского дворянского рода Оссолинских герба «Топор». Пятый сын каштеляна сандомирского Иеронима Оссолинского (ум. ок. 1576) и Катаржины Зборовской (ум. 1587).
Шесть лет путешествовал по Европе, получая образование в известных университетах. Посетил Страсбург, Гейдельберг, Париж и Падую. В 1577 году после возвращения на родину Ян Збигнев был назначен польским королём Стефаном Баторием секретарем королевским. Во время Ливонской войны Ян Збигнев Оссолинский выставил свой надворный отряд и участвовал в осаде Полоцка, Великих Лук, Заволочья и Пскова.
При поддержке канцлера и гетмана великого коронного Яна Замойского Ян Збигнев Оссолинский начал свою политическую карьеру при дворе. Ян Замойский был женат первым браком на Анне Оссолинской (ум. 1572), дочери хорунжего любельского Яна Оссолинского и троюродной сестре Яна Збигнева. Во время конфликта коронного канцлера с Самуилом Зборовским, дядей Яна Збигнева, последний перестал поддерживать Яна Замойского.
После смерти польского короля Стефана Батория (1586) Ян Збигнев Оссолинский поддерживал кандидатуру австрйиского эрцгерцога Максимилиана Габсбурга вплоть до его поражение в 1588 году в битве под Бычиной. После победы и воцарения Сигизмунда III Вазы Ян Збигнев Оссолинский отказался от политики и удалился в свой имение Климонтув. В 1592 году вернулся к короелвскому двору и стал активным приверженцем нового короля. Канцлер великий коронный Ян Замойский стремился уменьшить влияние Яна Збигнева Оссолинского на молодого короля. В 1593 году получил во владение староства черское, новы-корчинское и стопницкое. В 1584 году после раздела отцовского наследства между братьями Ян Збигнев Оссолинский получил часть Оссолина — двор и фольварк, а также часть Дзевкува, Вильковице, Закшува, Пенхува и Наводзице. В 1600 году был избран послом на сейм, в феврале-марте 1601 года — маршалок сейма.
Как самый молодой из братьев, 29-летний Ян Збигнев, получил небогатое наследство, но на протяжении многих лет, используя финансовые проблемы своих братьев, выкупил у них остальные наследственные земли, стремясь объединить под своим контролем все имения Оссолинских. В 1603 году получил должность подкомория сандомирского, в октябре того же года был назначен каштеляном малогощским. 26 ноября 1603 года Ян Збигнев Оссолинский стал каштеляном жарнувским.
В 1605 году после смерти своего конкурента, канцлера великого коронного Яна Замойского, 50-летний Ян Збигнев Оссолинский начал активную политическую деятельность. Вставал на сторону короля Сигизмунда Вазы во всех вопросах.
Около 1594 года Ян Збигнев Оссолинский перешел из кальвинизма в римско-католическую веру и стал её фанатическим приверженцем. Став набожным католиком и врагом протестантов, изгнал последних из всех своих имений. В 1605 году король Сигизмунд Ваза назначил Яна Збигнева Оссолинского воеводой подляшским. В 1613 году в награду за успешные переговоры с войском, организовавшем конфедерацию, получил должность воеводы сандомирского.

## Семья
Был четырежды женат. В 1583 году первым браком женился на кальвинистке Ядвиге Сененской, от брака с которой имел двух сыновей и дочь:
- Кшиштоф Оссолинский (1587—1645), воевода сандомирский
- Максимилиан Оссолинский (1588—1655), подскарбий надворный коронный
- Эльжбета (Гальша) Оссолинская, жена Константина Корнякта

В 1594 году вторично женился на католичке Анне Фирлей (ум. 1600), дочери воеводы и староста краковского Яна Фирлея (ок. 1521—1574) от второго брака с Софией Дзиковной (ум. после 1566). Дети:
- Ежи Оссолинский (1595—1650), подканцлер и канцлер великий коронный

В 1602 году в третий раз женился на Катаржине Косинской (ум. 1607), а в 1608 году в четвёртый раз женился на Катаржине Варжевицкой (ум. 1620). Третий и четвёртый браки были бездетными.